# EJSM

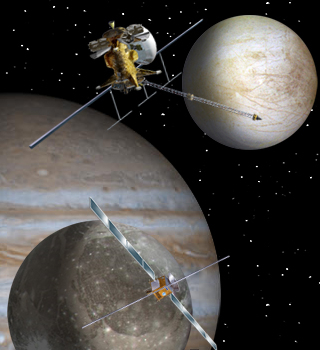
JEO（上）とJGO（下）のコンセプト図

EJSM（英: Europa Jupiter System Mission、エウロパ・ジュピター・システム・ミッション）はアメリカ航空宇宙局（NASA）/欧州宇宙機関（ESA）共同による木星探査計画。特に木星の磁気圏と木星の衛星であるエウロパとガニメデに主眼を置き、2020年に探査機を打ち上げる予定であった。欧州側はラプラス（Laplace）と呼んでいる。
2009年2月、NASAとESAはTSSMよりEJSMを優先させると発表。しかしESAにおいて、本計画はLISAと国際X線天文台の2つの異なるミッションと資金的に競合している。2013年にESAはこの3つの計画から1つを選択することになっており、このためNASAは対応策として、単独でミッションの一部を遂行する代案を保持し続けている。
宇宙航空研究開発機構（JAXA）とロシア連邦宇宙局（Roscosmos）はともに本計画への関心を示しているが、協約などは何も締結されていない。TSSMと同様、EJSMの必要予算は（オービターのみで日露は不参加としたとき）44.5億ドルと推定され、NASAが38億ドル（85%）、ESAが6.5億ドル（15%）分担する。

## ミッション概念

現在参加している国（赤）と参加を検討している国（茶）

EJSM計画の特徴は、2機ないしは3、4機のオービター、ランダーが提案されていることである。
- NASA: エウロパ周回機（JEO, Jupiter Europa Orbiter）。エウロパとイオの観測を予定。
- ESA: ガニメデ周回機（JGO, Jupiter Ganymede Orbiter）。ガニメデとカリストの観測を予定。
- JAXA: 磁気圏探査機（JMO, Jupiter Magnetospheric Orbiter）。木星磁気圏を観測予定。
- Roscosmos: エウロパ着陸機。（JEL, Jupiter Europa Lander）。エウロパ表面へin situ観測のため軟着陸する予定。

ベースラインとなるEJSMの概念はJEOとJGOから構成され、2020年の打上げを予定し、それぞれエウロパとガニメデの周回軌道に投入されるまでに複雑に入り組んだ木星圏探査を行う。両機はイオの火山活動や木星の大気圏、磁気圏、ガリレオ衛星との相互作用といった動的な現象を観測し、エウロパとガニメデの氷の膜下にある海の特性を調べる。
JAXAが参加した場合、JMOは木星の磁気圏を探査し、JGO・JEOとの共同観測により3点観測が実現することになる。

### 目的
EJSM の目的は木星系が生命の居住可能性を持つか否かである。EJSM の基本的なテーマはエウロパやガニメデの居住性に関係した科学的目的に集約させることができる。このゴールを支える主な科学的目標は：
- 地表下にある海の特性調査
- 氷の殻と地下水の特性調査
- ガニメデの深内部構造と固有磁場の特性調査
- 外気圏、プラズマ環境、磁場の相互作用の比較
- 地表の全域的な構成物、化学的性質の測定
- 最近、もしくは現在活動的な場所を含め、地表特徴の形成に対する理解と将来のin situ 探査に向けた候補地の同定。

### ロシアのエウロパランダーの可能性
ロシア連邦宇宙局とロシア科学アカデミーはエウロパにランダーを着陸させる探査機計画を検討している。ロシアのランダーはNASA、ESA のオービターとは別にソユーズ系のロケットによって打ち上げられ、NASA・ESA のオービターを中継してデータを地球に送信することになる。
降下モジュールに搭載される科学機器や探査装置には広範囲な国際的関与が予想される。公開資料によると、ロボットアームにはグラインダーが、さらにはエウロパの表面の氷を調査するためのドリル/熱ペネトレーションシステムが想定されている。

### NASAのエウロパ掘削研究

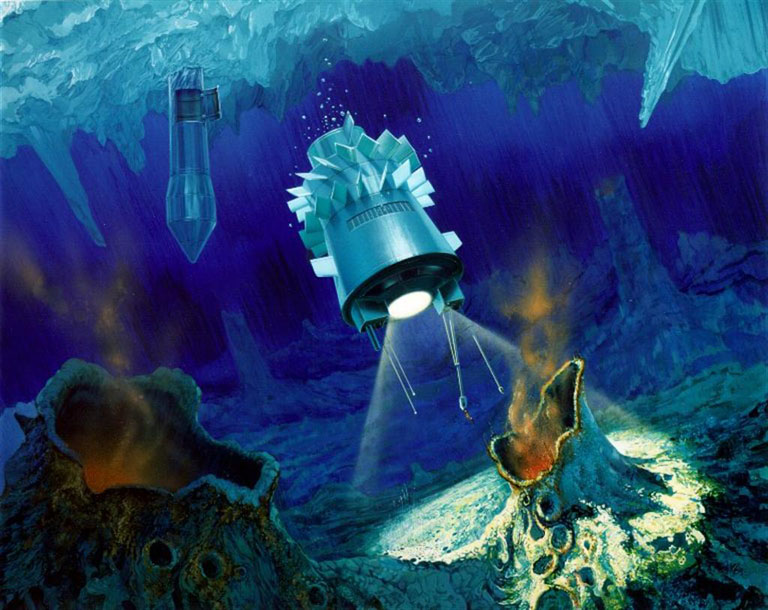
クライオボットとハイドロボットのコンセプト図。

NASAはエウロパ氷下の海を直接探査する目的の技術を開発している。2002年、ノルウェーで氷を溶かしながら進むロボット（クライオボット）の試験が行われ、氷河湖の23m下まで潜ることに成功した。クライオボットが氷の殻を10-100km進み、水の層に達すると自律型水中機（ハイドロボット）を放出、データを収集して地上に送信する。クライオボットとハイドロボットは、付随した地球の生物をエウロパの生物と誤認することを防ぐため、そしてエウロパの海の汚染を回避するために極度の殺菌が行われる必要がある。また放射線に耐えることの出来る新しいカメラ技術を開発中で、これによって地球に動画を送信できる可能性もある。エウロパの海の探査を目指して設計された新型潜水試作機はENDURANCEと呼ばれ、2009年現在南極大陸のボニー湖で試験中である。